# Sídlisko KVP
Sídlisko KVP (Kurzform für Sídlisko Košického vládneho programu; deutsch „KVP-Siedlung“ oder „Siedlung des Kaschauer Regierungsprogramms“) ist ein Stadtteil von Košice, im Okres Košice II in der Ostslowakei westlich der Innenstadt.
Der Stadtteil wurde ab 1980 errichtet und ist seit 1990 ein offizieller Teil der Stadt Košice.

## Bevölkerung
Nach der Volkszählung 2011 wohnten im Stadtteil Sídlisko KVP 25.335 Einwohner, davon 17.739 Slowaken, 652 Magyaren, 165 Russinen, 119 Tschechen, 84 Ukrainer, 56 Roma, 22 Deutsche, 19 Polen, 17 Russen, neun Mährer, sieben Serben, vier Bulgaren sowie jeweils zwei Juden und Kroaten. 211 Einwohner gaben eine andere Ethnie an und 4543 Einwohner machten keine Angabe zur Ethnie.
11.615 Einwohner bekannten sich zur römisch-katholischen Kirche, 1484 Einwohner zur griechisch-katholischen Kirche, 688 Einwohner zur Evangelischen Kirche A. B., 516 Einwohner zur reformierten Kirche, 315 Einwohner zur orthodoxen Kirche, 122 Einwohner zur apostolischen Kirche, 121 Einwohner zu den Zeugen Jehovas, 51 Einwohner zur evangelisch-methodistischen Kirche, 36 Einwohner zu den Siebenten-Tags-Adventisten, 13 Einwohner zu den Baptisten, 12 Einwohner zur jüdischen Gemeinde, neun Einwohner zu den Mormonen, jeweils sechs Einwohner zur Bahai-Religion und zu den christlichen Gemeinden sowie jeweils fünf Einwohner  zur altkatholischen Kirche, zur Brüderbewegung und zur tschechoslowakischen hussitischen Kirche. 144 Einwohner bekannten sich zu einer anderen Konfession, 5269 Einwohner waren konfessionslos und bei 5510 Einwohnern wurde die Konfession nicht ermittelt.

## Besondere Bauten
Das bekannteste Bauwerk ist die Kirche der Barmherzigkeit Gottes. Die Kirche befindet sich an der Straße Trieda KVP und wurde im Jahr 2011 fertiggestellt. Sie ist ein Werk von einer Architektengruppe:Pavel Simko, Richard Neufeld, Peter Pásztor, Martin Drahovský, Ladislav Friedmann, Rastislav Rozman.

## Persönlichkeiten
- Martin Račko (1959-),Bildhauer
- Samuel Piasecký (1984–),Einzelturner

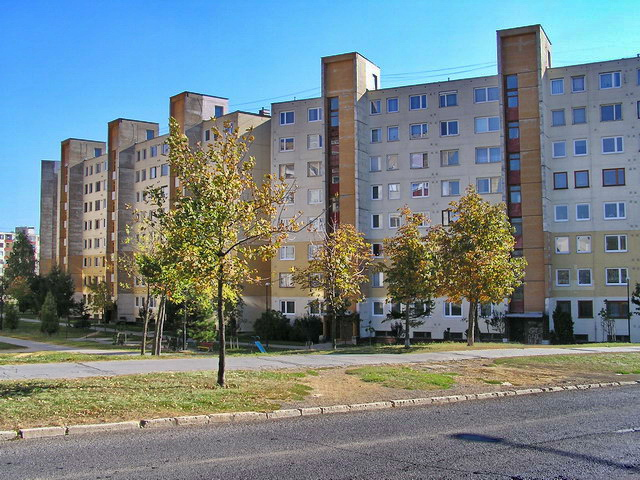
Typische Hochhausbauten des Stadtteils
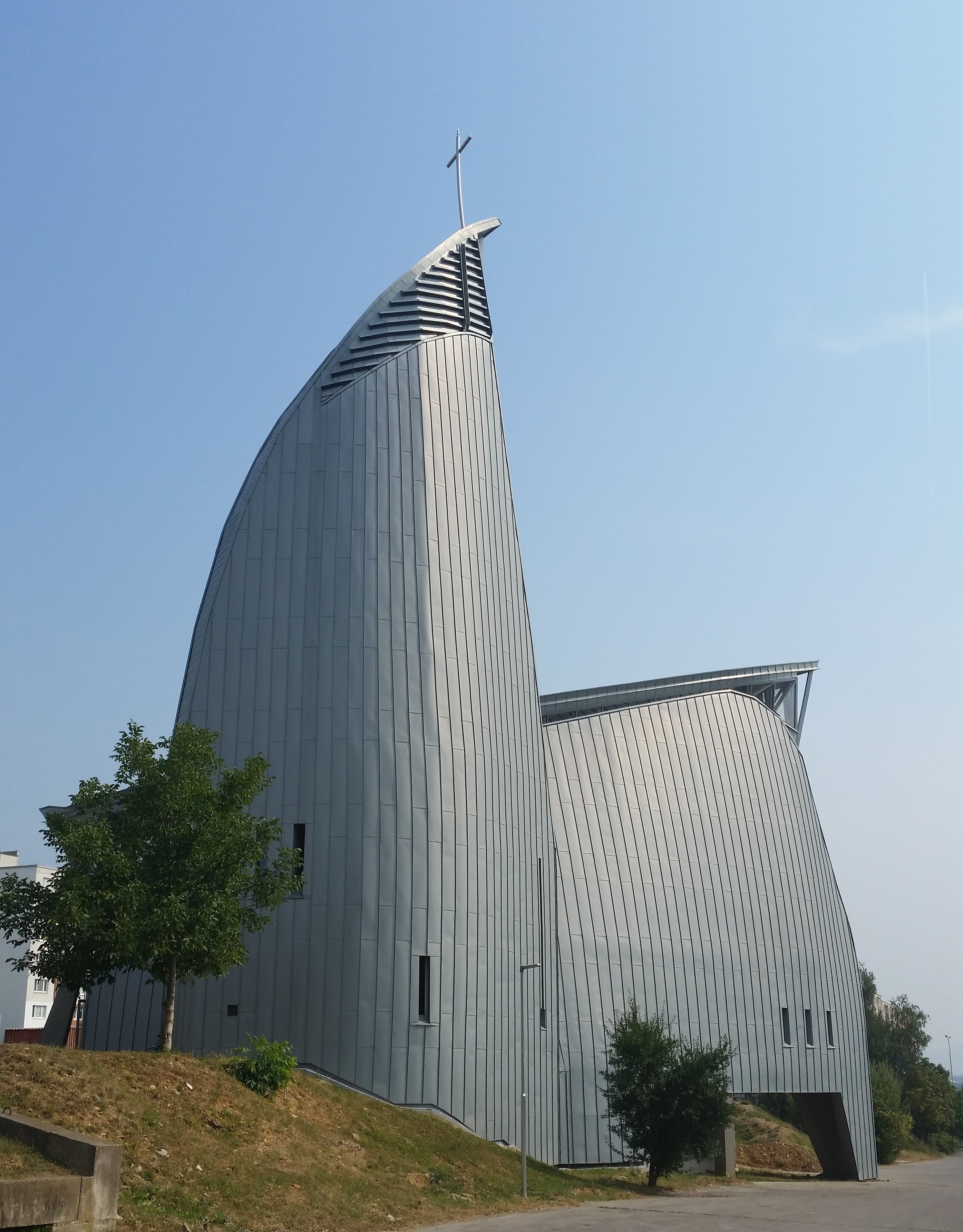
Kirche der Barmherzigkeit Gottes